# ソ連・フィンランド不可侵条約

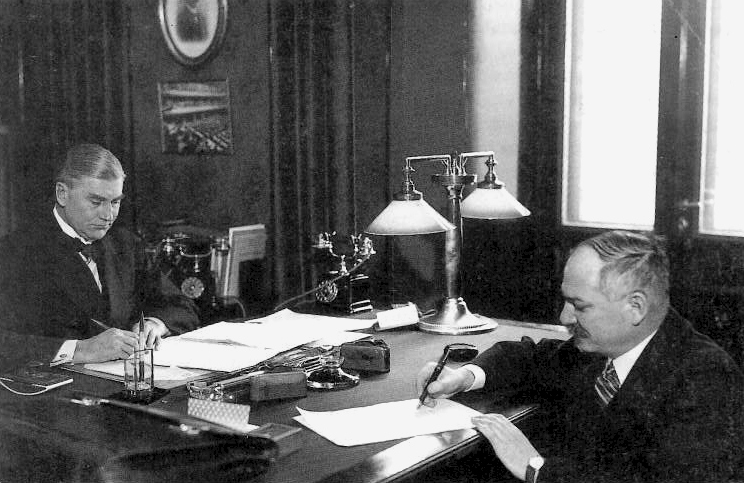
1932年1月21日、ヘルシンキにおいて条約に署名するユリエ＝コシキネン（左）とマイスキー（右）。

ソ連・フィンランド不可侵条約（ソれん・フィンランドふかしんじょうやく、フランス語: Traité de non-agression et de règlement pacifique des conflits conclu entre la Finlande et I'Union des Républiques Soviétistes Socialistes）は、1932年フィンランドとソビエト連邦の代表により署名された不可侵条約である。この条約は1939年、ソ連領内の村がフィンランドにより砲撃されたとするマイニラ砲撃事件を理由に、ソ連により一方的に破棄された。

## 経緯
ソビエト連邦は、日本による満州事変の時期、その国境の安全を図るべく、ヨーロッパの隣接諸国と不可侵条約の締結交渉を開始した。
1932年1月21日、ヘルシンキにおいてフィンランド外相アルノ・ユリエ＝コシキネンと駐ヘルシンキ・ソ連全権代表（大使）イワン・マイスキーにより、条約は署名された。これにより、双方が両国間国境を尊重することを保証し、中立の維持で合意した。紛争は、平和的かつ中立的に解決されることが約束された。また、フランス語を正文とし、3年間の期限（2年間の自動延長）とされた。
同条約は、エストニア、ラトビア、ポーランドに続く、最後となる署名であったが、その批准は最も早く、1932年7月であった。
1934年4月7日、モスクワにおいてユリエ＝コシキネンとソ連外相マクシム・リトヴィノフにより、追加の議定書が結ばれ、条約は1945年12月31日まで延長された。
1939年11月、ソビエト連邦はフィンランドがソ連領内の村を砲撃したとして抗議（マイニラ砲撃事件）。これを口実として、同年11月28日、ソビエト連邦はモスクワ駐在フィンランド公使に対し、不可侵条約破棄を通告する文書を手交した。直後の11月30日にはソビエト連邦軍が国境を越えてフィンランド侵攻が始まった。
ソ連はまた、1920年に両国間で署名されたタルトゥ条約も破棄した。さらには、1934年に署名された国際連盟規約をも破棄した。